# Liste der Municipios in San Luis Potosí

Lage der Municipios des Bundesstaates San Luis Potosí

Der mexikanische Bundesstaat San Luis Potosí ist in 58 Verwaltungsbezirke (Municipios) unterteilt. Die Verwaltungsbezirke werden aus 6.554 Ortschaften (span. Localidades) (davon 82 urbane = städtische) gebildet. Zu den ländlichen Gemeinden (Pueblos) zählen ebenso Farmen (Ranchos, Haziendas) und andere alleinstehende Gebäude (Mühlen, Poststationen, Tankstellen usw.). Die Zahl der Ortschaften ist in den letzten Jahren rückläufig (2000: 7.302; 2010: 6.829). 
| Schlüs- sel        | Municipio                   | Verwaltungssitz (Cabecera Municipal) | Fläche [km²] | Einwohnerzahl | Einwohnerzahl | Einwohnerzahl | Bevöl- kerungs- dichte [Ew. pro km²] | Anzahl der Orte (Locali- dades) |
| Schlüs- sel        | Municipio                   | Verwaltungssitz (Cabecera Municipal) | Fläche [km²] | 2000          | 2010          | 2020          | Bevöl- kerungs- dichte [Ew. pro km²] | Anzahl der Orte (Locali- dades) |
| ------------------ | --------------------------- | ------------------------------------ | ------------ | ------------- | ------------- | ------------- | ------------------------------------ | ------------------------------- |
| 001                | Ahualulco                   | Ahualulco del Sonido 13              | 775.43       | 19.192        | 18.644        | 18,974        | 24,5                                 | 84                              |
| 002                | Alaquines                   | Alaquines                            | 586,24       | 8.781         | 8.186         | 7.785         | 13,3                                 | 43                              |
| 003                | Aquismón                    | Aquismón                             | 794,19       | 42.782        | 47.423        | 48.359        | 60,9                                 | 178                             |
| 004                | Armadillo de los Infante    | Armadillo de los Infante             | 623,37       | 4.889         | 4.436         | 4.013         | 6,4                                  | 47                              |
| 005                | Cárdenas                    | Cárdenas                             | 390,50       | 18.824        | 18.937        | 18.317        | 46,9                                 | 38                              |
| 006                | Catorce                     | Real de Catorce                      | 1944,94      | 9.889         | 9.716         | 9.579         | 4,9                                  | 106                             |
| 007                | Cedral                      | Cedral                               | 1169,35      | 16.153        | 18.485        | 19.840        | 17,0                                 | 66                              |
| 008                | Cerritos                    | Cerritos                             | 962,44       | 20.703        | 21.394        | 22.075        | 22,9                                 | 47                              |
| 009                | Cerro de San Pedro          | Cerro de San Pedro                   | 122,62       | 3.404         | 4.021         | 5.050         | 41,2                                 | 22                              |
| 010                | Ciudad del Maíz             | Ciudad del Maíz                      | 3.150,38     | 30.603        | 31.323        | 30.320        | 9,6                                  | 95                              |
| 011                | Ciudad Fernández            | Ciudad Fernández                     | 518,44       | 39.944        | 43.528        | 48.106        | 92,8                                 | 97                              |
| 012                | Tancanhuitz                 | Tancanhuitz                          | 137,36       | 19.904        | 21.039        | 20.300        | 147,8                                | 214                             |
| 013                | Ciudad Valles               | Ciudad Valles                        | 2423,57      | 146.604       | 167.713       | 179.371       | 74,0                                 | 467                             |
| 014                | Coxcatlán                   | Coxcatlán                            | 90,94        | 17.352        | 17.015        | 15.660        | 172,2                                | 72                              |
| 015                | Charcas                     | Charcas                              | 2.156,70     | 21.070        | 21.138        | 21.814        | 10,1                                 | 160                             |
| 016                | Ébano                       | Ébano                                | 698,55       | 39.687        | 41.529        | 4.0899        | 58,5                                 | 69                              |
| 017                | Guadalcázar                 | Guadalcázar                          | 3745,86      | 25.359        | 25.985        | 25.119        | 6,7                                  | 111                             |
| 018                | Huehuetlán                  | Huehuetlán                           | 71,45        | 14.289        | 15.311        | 153.34        | 214,6                                | 46                              |
| 019                | Lagunillas                  | Lagunillas                           | 535,50       | 6.538         | 5.774         | 5.453         | 10,2                                 | 58                              |
| 020                | Matehuala                   | Matehuala                            | 1301,68      | 78.187        | 91.522        | 102.199       | 78,5                                 | 174                             |
| 021                | Mexquitic de Carmona        | Mexquitic de Carmona                 | 877,10       | 48.392        | 53.442        | 58.469        | 66,7                                 | 118                             |
| 022                | Moctezuma                   | Moctezuma                            | 1.291,52     | 19.904        | 193.27        | 19.036        | 14,7                                 | 125                             |
| 023                | Rayón                       | Rayón                                | 786,41       | 15.790        | 15.707        | 15.301        | 19,5                                 | 64                              |
| 024                | Rioverde                    | Rioverde                             | 3.064,00     | 88.991        | 91.924        | 97.943        | 32,0                                 | 279                             |
| 025                | Salinas                     | Salinas de Hidalgo                   | 1.729,85     | 26.405        | 30.190        | 31.107        | 18,0                                 | 86                              |
| 026                | San Antonio                 | San Antonio                          | 94,69        | 9.363         | 9.390         | 9.382         | 99,1                                 | 65                              |
| 027                | San Ciro de Acosta          | San Ciro de Acosta                   | 639,15       | 10.493        | 10.171        | 10.215        | 16,0                                 | 69                              |
| 028                | San Luis Potosí             | San Luis Potosí                      | 1.482,009    | 670.532       | 772.604       | 911.908       | 615,3                                | 211                             |
| 029                | San Martín Chalchicuautla   | San Martín Chalchicuautla            | 413,13       | 22.373        | 21.347        | 18.468        | 44,7                                 | 175                             |
| 030                | San Nicolás Tolentino       | San Nicolás Tolentino                | 692,37       | 6.793         | 5.466         | 4.779         | 6,9                                  | 42                              |
| 031                | Santa Catarina              | Santa Catarina                       | 640,64       | 10.830        | 11.835        | 12.163        | 19,0                                 | 88                              |
| 032                | Santa María del Río         | Santa María del Río                  | 1.701,04     | 39.066        | 40.326        | 39.880        | 23,4                                 | 266                             |
| 033                | Santo Domingo               | Santo Domingo                        | 4.322,62     | 12.755        | 12.043        | 10.785        | 2,5                                  | 50                              |
| 034                | San Vicente Tancuayalab     | San Vicente Tancuayalab              | 518,74       | 14.107        | 14.958        | 14.945        | 28,8                                 | 123                             |
| 035                | Soledad de Graciano Sánchez | Soledad de Graciano Sánchez          | 305,72       | 180.296       | 267.839       | 332.072       | 1.086,2                              | 148                             |
| 036                | Tamasopo                    | Tamasopo                             | 1.322,95     | 27.390        | 28.848        | 29.184        | 22,1                                 | 156                             |
| 037                | Tamazunchale                | Tamazunchale                         | 353,71       | 89.074        | 96.820        | 95.037        | 268,7                                | 258                             |
| 038                | Tampacán                    | Tampacán                             | 187,32       | 16.008        | 15.838        | 14.348        | 76,6                                 | 80                              |
| 039                | Tampamolón Corona           | Tampamolón Corona                    | 262,66       | 13.722        | 14.274        | 13.603        | 51,8                                 | 130                             |
| 040                | Tamuín                      | Tamuín                               | 1.843,26     | 35.087        | 37.956        | 36.968        | 20,1                                 | 227                             |
| 041                | Tanlajás                    | Tanlajás                             | 374,79       | 18.137        | 19.312        | 18.208        | 48,6                                 | 103                             |
| 042                | Tanquián de Escobedo        | Tanquián de Escobedo                 | 143,41       | 13.354        | 14.382        | 13.448        | 93,8                                 | 64                              |
| 043                | Tierra Nueva                | Tierra Nueva                         | 478,65       | 9.582         | 9.024         | 7.966         | 16,6                                 | 88                              |
| 044                | Vanegas                     | Vanegas                              | 2.799,48     | 7.533         | 7.902         | 7.557         | 2,7                                  | 40                              |
| 045                | Venado                      | Venado                               | 1.301,00     | 14.205        | 14.492        | 14.188        | 10,9                                 | 121                             |
| 046                | Villa de Arriaga            | Villa de Arriaga                     | 878,14       | 14.623        | 16.316        | 18.206        | 20,7                                 | 103                             |
| 047                | Villa de Guadalupe          | Villa de Guadalupe                   | 1.912,45     | 10.378        | 9.779         | 9.277         | 4,9                                  | 78                              |
| 048                | Villa de la Paz             | Villa de la Paz                      | 143,85       | 5.135         | 5.350         | 5.298         | 36,8                                 | 11                              |
| 049                | Villa de Ramos              | Villa de Ramos                       | 2.492,22     | 34.432        | 37.928        | 38.389        | 15,4                                 | 81                              |
| 050                | Villa de Reyes              | Villa de Reyes                       | 1.019,88     | 40.602        | 46.898        | 52.912        | 51,9                                 | 136                             |
| 051                | Villa Hidalgo               | Villa Hidalgo                        | 1.496,49     | 14.989        | 14.876        | 15.458        | 10,3                                 | 57                              |
| 052                | Villa Juárez                | Villa Juárez                         | 640,11       | 10.956        | 10.174        | 10.304        | 16,1                                 | 30                              |
| 053                | Axtla de Terrazas           | Axtla de Terrazas                    | 191,19       | 31.405        | 33.245        | 32.544        | 170,2                                | 99                              |
| 054                | Xilitla                     | Xilitla                              | 398,61       | 49.578        | 51.498        | 49.741        | 124,8                                | 228                             |
| 055                | Zaragoza                    | Villa de Zaragoza                    | 614,18       | 21.962        | 24.596        | 27.386        | 44,6                                 | 116                             |
| 056                | Villa de Arista             | Villa de Arista                      | 586,74       | 13.747        | 15.528        | 17.258        | 29,4                                 | 76                              |
| 057                | Matlapa                     | Matlapa                              | 117,16       | 28.319        | 30.299        | 28.996        | 247,5                                | 82                              |
| 058                | El Naranjo                  | El Naranjo                           | 821,26       | 18.898        | 20.495        | 20.959        | 25,5                                 | 87                              |
| 24 San Luis Potosí | 24 San Luis Potosí          | San Luis Potosí                      | 61.137,95    | 002.299.360   | 002.585.518   | 002.822.255   | 46,2                                 | 58                              |